# RBadvance
株式会社RBadvance（アールビーアドバンス）は、秋田県秋田市に本社をおく、美容室HAIR Position、hairsalon VOYAGE、（FC)Eyelash salon Blancを経営する企業。。

## 概要
平成16年創業。HAIR Positionを秋田県、宮城県、青森県で26店舗、VOYAGEを秋田県内で2店舗、Eyelash salon Blancを秋田県内で2店舗,宮城県内で1店舗を展開している。
社名のRBはRevolution Beautyの略で、「美容業界の革命」を、advanceは「前進」を意味する。

## VISION
Beauty for life　 ～全ての人々と美しく生きる喜びを共有する～

## RBadvance 4 VALUES
- Honesty    【誠実さ】
- Passion 　 【情熱】
- Ambition　【向上心】
- Teamwork 【チームワーク】

## 沿革
2005年3月に従業員6人で創業。その後秋田市を中心に出店し、秋田・仙台・青森に店舗網を拡大した。2016年には秋田市内のかつて呉服店が所有していたビルを入手し、本社機能を移転した。

## 店舗

### HAIR Position
- HAIR Position 天王（2004年11月開店）
- HAIR Position 飯島（2005年8月Hair PRIDEとして開店、2013年2月HAIR Position飯島へ店名変更）
- HAIR Position 泉（2007年3月 FREE STYLEとして開店、2014年12月移転リニューアル）
- HAIR Position 能代（2008年3月開店）
- HAIR Position 土崎（2009年5月開店）
- HAIR Position 本荘（2010年8月開店）
- HAIR Position 能代北（2010年11月開店）
- HAIR Position 美郷（2011年5月開店）
- HAIR Position 大館西（2012年1月開店）
- HAIR Position 茨島（2012年4月開店）
- HAIR Position 十文字（2012年7月開店）
- HAIR Position 潟上（2013年3月開店）
- HAIR Position 大曲北（2013年6月開店）
- HAIR Position 横手（2013年11月開店）
- HAIR Position にかほ（2013年12月開店）
- HAIR Position 五所川原（FC店、2014年3月開店）
- HAIR Position 東通（2014年10月開店）
- HAIR Position 自衛隊通（2014年11月開店）
- HAIR Position 大曲飯田（2015年2月開店）
- HAIR Position 田子西（2015年9月開店）
- HAIR Position 仙台富沢（2015年12月開店）
- HAIR Position 大館樹海（2016年2月開店）
- HAIR Position 荒井東（2016年5月開店）
- HAIR Position 本荘東（2016年9月開店）
- HAIR Position 青森南佃（FC店、2016年10月開店）
- HAIR Position 八戸下長（FC店、2018年7月開店）

### VOYAGE
- VOYAGE AKITA（2017年11月）
- VOYAGE NOSHIRO（2017年12月）

### Eyelash salon Blanc
- Eyelash salon Blanc 秋田中通（2017年12月）
- Eyelash salon Blanc 仙台泉セルバテラス（2018年5月）
- Eyelash saron Blanc 能代（2018年6月）